# Duello a Rio Bravo
Duello a Rio Bravo (Gunfire at Indian Gap) è un film del 1957 diretto da Joseph Kane.
È un western statunitense ambientato in Arizona con Vera Ralston, Anthony George e George Macready.

## Produzione
Il film, diretto da Joseph Kane su una sceneggiatura di Barry Shipman, fu prodotto da Rudy Ralston per la Ventura Pictures Corporation e girato nelle Alabama Hills a Lone Pine, California, da metà agosto 1957. Il titolo di lavorazione fu Plunderers of Eldorado.

## Distribuzione
Il film fu distribuito con il titolo Gunfire at Indian Gap negli Stati Uniti dal 13 dicembre 1957 al cinema dalla Republic Pictures.
Altre distribuzioni:
- in Svezia il 2 novembre 1959 (Uppror mot lagen)
- in Danimarca il 19 dicembre 1963 (Revolverkamp i Indianerkløften)
- in Brasile (Forçado a Matar)
- in Italia (Duello a Rio Bravo)
- in Germania Ovest (Arizona-Express)

## Promozione
Le tagline sono:
- A GIRL...A GUN..AND A FAST HORSE! One bullet way from the thundering hoofs of renegades...and the posse!
- A Thrilling and Romantic Story of the Great West!